# Jacob K. Javits Convention Center

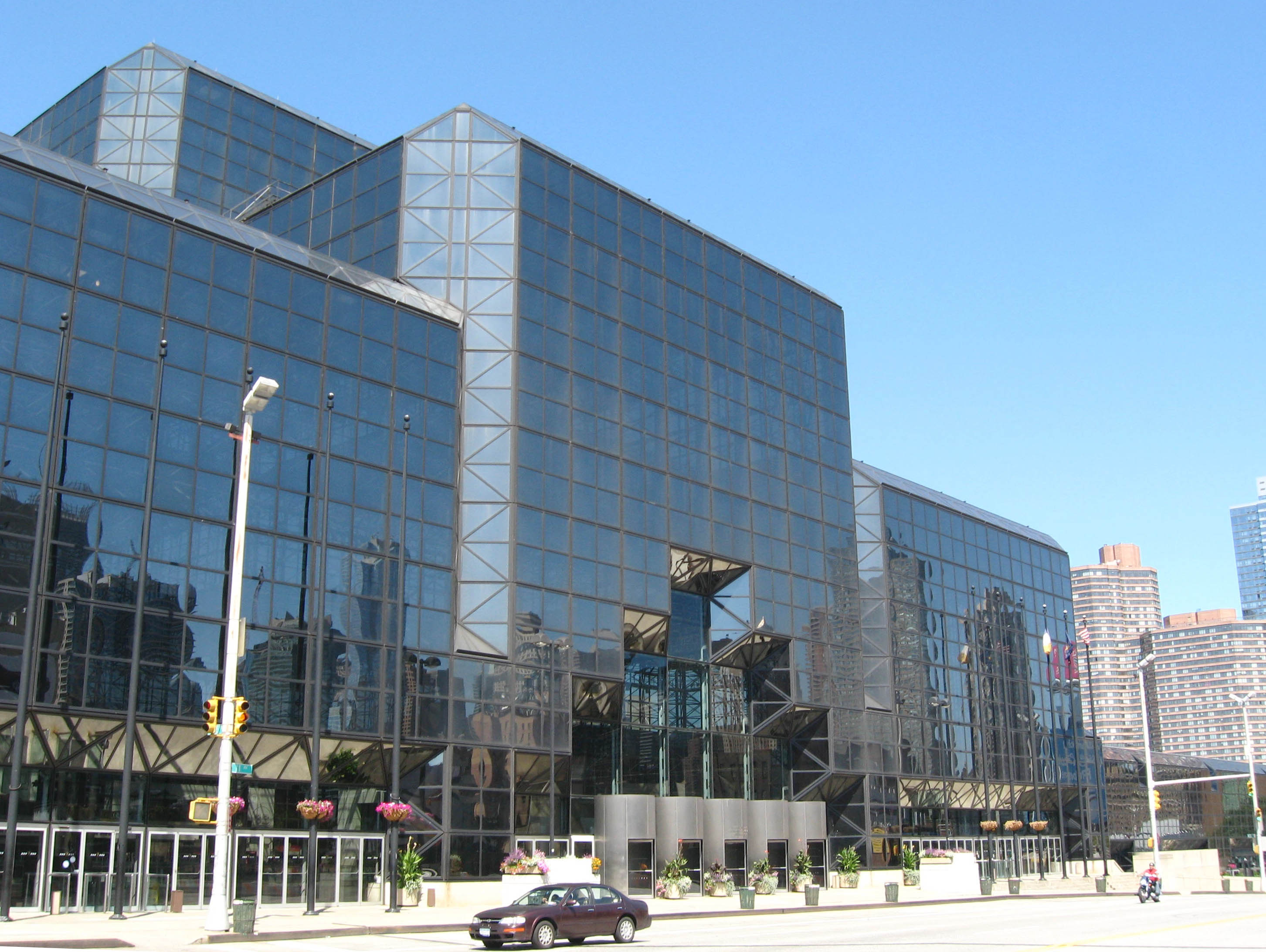
Jacob K. Javits Convention Center

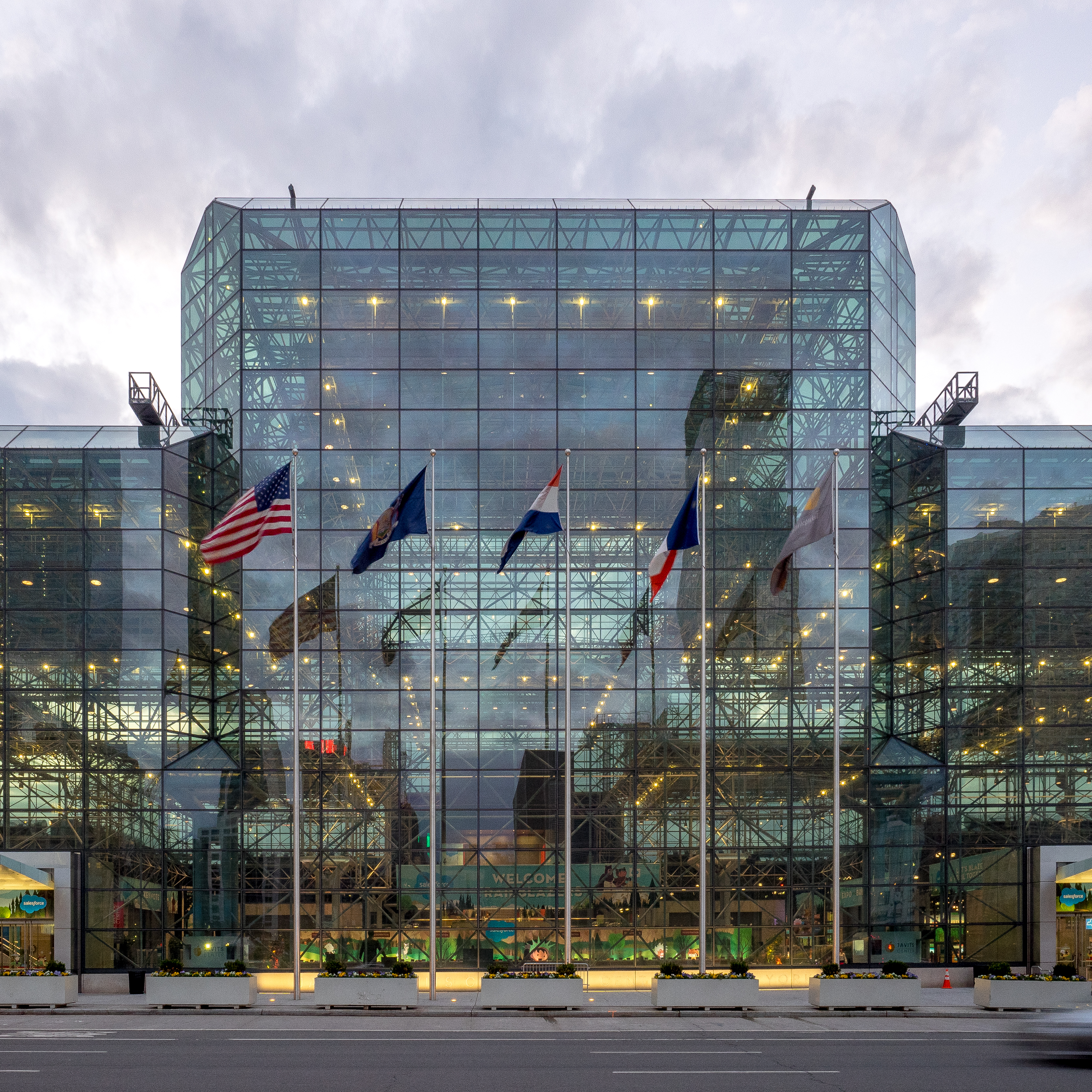
La piazza principale del Javits Center

Il Jacob K. Javits Convention Center, comunemente noto come Javits Center, è un centro conferenze di New York nel quartiere di Manhattan. I suoi piani sono opera degli architetti americani James Ingo Freed e Ieoh Ming Pei. L'edificio, la cui architettura era rivoluzionaria al momento della sua costruzione risale al 1986, ed è stata nominata in memoria del senatore dello Stato di New York, Jacob K. Javits, morto nello stesso anno.
La superficie totale del centro è di 170.000 m2, di cui 78.000 m2 disponibili per mostre. La costruzione di un grande centro conferenze nella parte occidentale di Manhattan fu oggetto di molti dibattiti, fino ai primi anni '70, quando furono proposti progetti su larga scala, fino alla costruzione dell'edificio. Il 16 ottobre 2006 è stato avviato il lavoro di espansione, valutato a $ 1,7 miliardi. Questo lavoro, completato nel 2013, aumenta le dimensioni del centro del 45%, con l'aggiunta di un hotel.